# 張東雨
張東雨（韓語：장동우，1990年11月22日—），韓國男歌手，為男子團體INFINITE和前分隊INFINITE H的成員之一，隊內擔任RAPPER。2021年3月31日與所屬經紀公司Woollim Entertainment合約到期不續約，但不退出組合，2021年10月1日由BIGBOSS Entertainment宣布與東雨簽訂專屬合約。2022年8月，東雨在Naver檔案頁的所屬經紀公司更新為Hi-Hat(하이헷)。

## 經歷
- 2009年，參加第4期JYP Entertainment公開試鏡；同年，簽約Woollim Entertainment，成為INFINITE預備成員。

- 2010年，在Epik High《RUN》MV飾演樂隊；4月，以INFINITE一員通過偶像人間劇場Mnet《infinite你是我的哥哥》首次亮相，6月，以Infinite組合推出第一張專輯《First Invasion》出道。

- 2012年1月，BabySoul發行第二張韓語專輯《她很風流》，其中收錄張東雨和她的合作曲《她很風流》；同月，張東雨成為韓國音樂著作協會的作曲家。

- 2013年1月，與成員李浩沅組成INFINITE的子團INFINITE H，發行首張迷你專輯《Fly High》。

- 2015年1月INFINITE H發行第二張迷你專輯《Fly Again》，主打歌〈Pretty〉於音樂放送節目獲得5個一位。[1]9月，參與音樂劇《In the Heights》飾演經營一家小超市、夢想有一天重返故鄉的青年Usnavi。[2]

- 2016年10月，與Webtoon漫畫《看臉時代》合作，發行首張數位單曲〈埋藏於心〉。[3]

- 2018年9月，參與音樂劇《Iron Mask》，飾演路易14。[4]

- 2019年3月4日，首次以SOLO出道，發行首張迷你專輯《Bye》，主打歌為〈News〉。[5]3月17日，參演MBC綜藝節目《傻瓜的戀愛》，因服兵役僅參與前六集。[6]4月15日，進入江原道鐵原陸軍第6師團新兵訓練隊接受基礎軍事訓練後正式現役入伍。[7]

- 2021年3月31日與所屬經紀公司Woollim Entertainment合約到期不續約，但繼續以INFINITE身份活動。[8]

- 2021年10月1日所屬經紀公司BIGBOSS娛樂透過媒體表示與張東雨已簽訂合約。[9]

## 音樂作品
所屬團體之共同作品，請參閱 INFINITE。

### 迷你專輯
| 專輯 | 專輯資料                                                                  | 曲目                                                                               |
| 1st  | 首張迷你專輯《Bye》 - 發行日期：2019年3月4日 - 語言：韓語 - 銷量：13,907+ | 曲目 1. I AM 2. News 3. GUN 4. ROMEO 5. Party Girl 6. PERFECT 7. Something Between |

### 數位單曲
- 2016年：埋藏於心(Feat. 윤소윤)
- 2018年：TGIF

### 合作單曲
- 2012年：〈She's a Flirt〉《Baby Soul & 劉智雅》
- 2014年：〈She's a Flirt〉《Baby Soul & Kei》
- 2014年 ：〈7-2=誤會〉《妮可》
- 2015年：〈連骨子裡也通痛〉《Ami & B1A4 Baro》

## 影視作品

### 電影
所屬團體之共同作品，請參閱 INFINITE。

### 綜藝節目
- 2010年 MBC《愛情追緝令》
- 2010年 E-channel《WOWMAN》EP01-13
- 2013年 KBS2《Mamma Mia》E04
- 2014年 MNET《音談悖論》EP3
- 2015年 SBS《叢林的法則》 [11]
- 2018年《School Attack》（特別MC）
- 2019年 MBC《傻瓜的戀愛》
- 2024年 MBC《都長大了還不出去住》

### 音樂劇
- 2015年-2017年《In The Heights》飾演：Usnavi
- 2018年8月24-26日《ALTAR BOYZ》飾演：LUKE
- 2018年9月13日-11月18日《Iron Mask》飾演：路易14世、菲利浦
- 2022年3月9日-5月29日《又！吴海英》飾演：朴道京
- 2023年5月13日-7月23日《Dream High》飾演：玄振國 / 玄時赫
- 2025年4月16-27日《Dream High》in Japan 飾演：玄振國 / 玄時赫
- 2025年5月5-6月1日《Dream High》 飾演：玄振國 / 玄時赫
- 2025年6月17日-7月20日《Dream High Encore》 飾演：玄振國 / 玄時赫
- 2025年9月4-7日《Dream High》K-Stage in Taipei 飾演：玄振國 / 玄時赫

### 電台
- 2018年9月3日：《李國柱的 Young Street》（嘉賓）
- 2021年2月1日：《英洙CINE》（嘉賓）
- 2021年2月23日：《英洙CINE》（嘉賓）
- 2025年5月22日：KBS《哈哈的Super Radio》（嘉賓）

### MV出演
| 日期      | 歌曲名稱      | 演唱歌手          | 參與對象 |
| 2012年1月 | She's a Flirt | Baby Soul、劉智雅 |          |

## 見面會
- 第一張迷你專輯《BYE》發行紀念Showcase

| 日期         | 見面會站次 | 舉行地點       |
| 2019年3月4日 | 首爾站     | Ilchi Art Hall |

- JANG DONGWOO 1ST FAN MEETING：DONGWOO TIMES

| 日期           | 見面會站次 | 舉行地點                       |
| 2022年11月20日 | 首爾站     | 延世大學 百週年紀念館 演唱會廳 |

- 東雨 x 成種 粉絲見面會 <Memories>

| 日期          | 見面會站次 | 舉行地點     |
| 2023年1月21日 | 東京站     | 荒川區民會館 |

- 2023 張東雨 fan meeting <DONGWOO AIRLINE>

| 日期           | 見面會站次 | 舉行地點                 |
| 2023年10月07日 | 首爾站     | 誠信女子大學雲庭綠色校園 |

- 張東雨 & 李成烈 FAN MEETING <WORKCATION >

| 日期              | 見面會站次 | 舉行地點                      |
| 2023年11月29-30日 | 香港站     | 麥花臣場館                    |
| 2023年12月2日     | 臺北站     | 信義劇場 Legacy MAX           |
| 2024年4月6日      | 東京站     | KT Zepp Yokohama              |
| 2024年4月7日      | 大阪站     | Zepp Osaka Bayside            |
| 2024年4月13日     | 首爾站     | 光雲大學 東海文化藝術館大劇場 |
| 2024年4月27日     | 澳門站     | 澳門葡京人H853娛樂館          |

- 2025 JANG DONG WOO FAN-CON TOUR <CONNECTION>[12]

| 日期          | 見面會站次 | 舉行地點                       |
| 2025年7月5日  | 首爾站     | 誠信女子大學雲亭綠色校園大禮堂 |
| 2025年7月26日 | 臺北站     | CLAPPER STUDIO                 |
| 2025年8月15日 | 吉隆坡站   | ZEPP KUALA LUMPUR              |
| 2025年8月25日 | 馬尼拉站   | SM North EDSA Skydome          |
| 2025年8月31日 | 香港站     | 麥花臣場館                     |

### 其他大型演唱會
| 其他大型演唱會列表 | 其他大型演唱會列表          | 其他大型演唱會列表     |
| ------------------ | --------------------------- | ---------------------- |
| 日期               | 演唱會名稱                  | 舉行地點               |
| 2025年5月17日      | Busan Stepup Dance Festival | 電影資料館戶外特設舞台 |

## 外部連結
- 東雨的Instagram帳戶